# Zootrophion oblongifolium
Zootrophion oblongifolium là một loài thực vật có hoa trong họ Lan. Loài này được (Rolfe) Luer miêu tả khoa học đầu tiên năm 1982.